# Karl Goldammer
Karl Goldammer (* 3. März 1950 in Wien als Karl Strnad; † 7. März 2020) war ein österreichischer Maler und Lithograf.

## Werdegang
Karl Strnad wurde 1950 in Wien geboren. Von 1964 bis 1969 besuchte er die Höhere Graphische Lehr- und Versuchsanstalt in Wien und kam 1969 an die Akademie für angewandte Kunst Wien. Statt mit seinem tschechischen Familiennamen signierte er seine Werke mit dem Namen Goldammer, nach dem Singvogel.
Seit dem Jahre 1972 ist er als freischaffender Künstler und Lithograf tätig und seine Arbeiten wurden bereits in zahlreiche Ausstellungen im In- und Ausland präsentiert. Seine bevorzugten Motive sind architektonische Darstellungen (Wien, Venedig etc.) in sehr detaillierter und realistischer Malweise.
Karl Goldammer wohnte in Maria Anzbach. Hier befand sich auch das Goldammer-Museum (Galerie Anzbach), welches im Juli 2018 geschlossen wurde.
Am 7. März verstarb Karl Goldammer.

## Würdigung
- Im Jahr 2002 wurde von der österreichischen Post eine Sonderbriefmarke mit seinem Bild von Otto Wagners „Schützenhaus am Donaukanal“ aufgelegt.[5]

## Werke (Auswahl)
- „Palazzo Tron Memmo Venezia“, Öl
- „Otto Wagner – Wien“, Mappe mit Originalfarbradierungen, 1988
- „Neue Wien-Graphiken“ (Hundertwasserhaus, Strudelhofstiege usw.), Mappe mit Originalfarbradierungen, 1989
- „Katz' und Maus im Weinkeller“, Mischtechnik, 2000
- „Venedig – Kanaleinblick“, Originalfarblithographie
- „Burggarten“, Originalfarbradierung, 2007
- „Kirche am Steinhof“, Originalfarbradierung
- „Fernheizwerk“, Originalfarbradierung